# صالح‌شهر
صالح‌شهر شهری از توابع شهرستان گتوند در استان خوزستان است، صالح شهر ابتدا شهرک چمران نام داشت بعدها با ارتقاء به شهر به شهر صالح شهر تغییر یافت.

## مردم
اهالی این شهر از ایل بختیاری می باشند.

## موقعیت
صالح‌شهر از توابع بخش مرکزی شهرستان گتوند در ۲۷کیلومتری جنوب شرق شوشتر، ۲۳کیلومتری غرب شهرستان گتوند در کنار جادهٔ منتهی به شهرستان‌های دزفول–شوشتر قرار دارد.

## سابقهٔ شکل‌گیری
در دههٔ ۱۳۵۰ توسعهٔ کشاورزیِ استان خوزستان و ایجاد طرح‌های صنعتی و کشاورزی زمین‌های واقع در منطقه‌ای به نام دیمچه جهت کشت نیشکر در نظر گرفته شد که این امر از طریق ایجاد کشت و صنعت کارون مدنظر قرار گرفت و اراضی زراعی بافت مسکونی تعداد زیادی از روستاهای منطقه را دربرگرفت و اراضی آن‌ها به تملک شرکت درآمد. اراضی دیمچه شامل ۹ روستا به زیر کشت نیشکر رفته و مردم ساکن در این روستا می‌بایست در جایی دیگر اسکان داده می‌شد که احداث شهرک‌های مسکونی برای اسکان ساکنان روستاهای مشمول طرح و کارگران شاغل در دستورکار قرار گرفت. عملیات اجراییِ کشت و صنعت و احداث شهرک‌ها پس از یک وقفهٔ کوتاه در انقلاب و سال‌های اول جنگ ایران و عراق که منطقهٔ موردمطالعه را نیز دربرمی‌گرفت، از اوایل دههٔ ۱۳۶۰ ازسر گرفته شد. احداث شهرک شهید چمران(صالح شهر) نیز در این فرایند برای اسکان جمعیت روستاهای: گمار بلواسیان، گمار کوچک، گمار بزرگ(تعدادی از خانوارها)، قبر شیخین، پهونده علیا، پهونده سفلی، سمندی، بنه برجعلی و روستای سمندی درنظر گرفته شد و با نقشهٔ شطرنجی ازپیش‌طراحی‌شده با همکاری بخشداری و جهاد سازندگی و بنیاد مسکن آغاز شد و با همیاری اهالی روستاها طی یک دهه تکمیل گردید. اسم شهرک با توجه به تعدد روستاهای تجمیع‌شده و عدم امکان انتخاب اسم یکی از آن‌ها از یک طرف و رشادت‌های مصطفی چمران در جبهه‌های جنگ ایران و عراق به یاد او نام گرفت.
از سال ۱۳۸۱، با تأسیس دفتر عمران شهری، و از سال ۱۳۸۳ با افتتاح دهیاری شهرک شهید چمران و تلاش شورای اسلامی شهرک و دهیاری برای رونق و گسترش کالبدی و تبدیل سریع به شهر از طریق تفکیک و واگذاری اراضی مسکونی در حاشیه را می‌توان ار دلایل رشد بالای آن عنوان کرد. درنهایت، شهرداری صالح‌شهر فعالیت خود را رسماً از ۱۳۸۷/۴/۱۱ جهت خدمت‌رسانی مطلوب به همشهریان آغاز نمود و توانست با همت و تلاش مردم صالح شهر و پرسنل زحمتکش شهرداری و همکاری و همیاری شهروندان، فعالیت‌های چشمگیر و قابل توجهی در زمینه‌های عمرانی و خدمات شهری داشته باشد.

## حوادث
25 آذرماه 1392 یک روز بسیار تلخ برای اهالی این شهر و شهرستان گتوند می‌باشد در این روز مینی‌بوس حامل شهروندان صالح‌شهر در محور شوشتر به دزفول در حرکت بود که در این جاده تصادف کرد و 12 نفر از سرنشینان مینی‌بوس جان باختند و 8 نفر مجروح شدند از 12 نفر 9 نفر دانشجو بودند

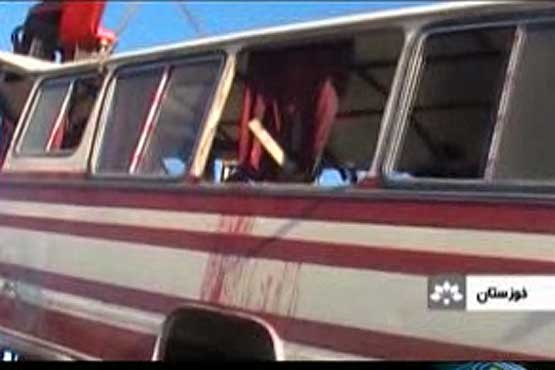
مینی بوس صالح شهر

این حادثه غم‌انگیز هرگز از اذهان مردم صالح شهر پاک نخواهد شد و داغی‌ست که تا ابد بر دلهای این مردم خواهد ماند.
در روز تشییع و خاکسپاری جان ‌باختگان این حادثه، سیل عظیمی از حضور مردم دیده می‌شد، از همه نقاط استان برای حضور در این مراسم آمده بودند، حضور مردم فوق تصور و بی‌نظیر بود هزاران نفر در تشییع و خاکسپاری جان‌باختگان شرکت کردند

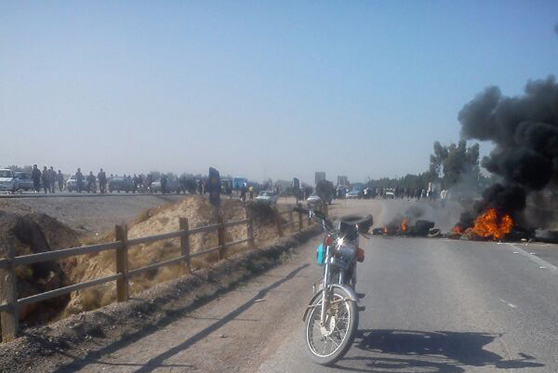
تجمع مردم صالح شهر در دی ماه 92

روزی که این حادثه غم‌انگیز و جانسوز رقم خورد باند دیگر جاده ورودی صالح‌شهر آماده افتتاح بود اما افتتاح نشد، به‌راستی که اگر این باند افتتاح می‌شد شاید این حادثه رقم نمی‌خورد و همین امر موجب خشمگین شدن مردم صالح‌شهر شد و در هفته اول دی‌ماه 92 مردم در جاده شوشتر به دزفول در محدوده گتوند(صالح‌شهر) تجمع کردند و جاده برای ساعاتی مسدود شد.
مردم صالح‌شهر در آن تجمع خواستار رسیدگی فوری به مسئله دوبانده کردن جاده شوشتر به دزفول شدند.

## گردشگری
صالح شهر دارای یک پارک جنگلی و تپه‌ها و طبیعت زیبایی می‌باشد

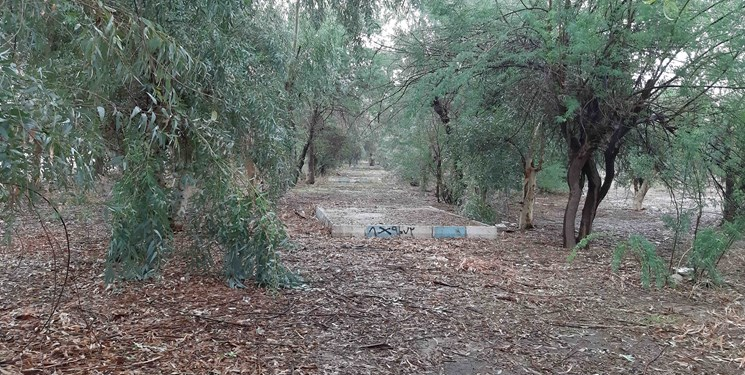
پارک جنگلی صالح شهر

پارک جنگلی صالح شهر در جوار آرامستان این شهر که علی پهونده نام دارد قرار دارد و نعطیلات عید میزبان میهمانان نوروزی است
تپه‌ها و طبیعت زیبای پشت شهر نیز از دیگر مکان‌های گردشگری این شهر می‌باشند

تپه‌های سنگلاخی و طبیعت بکر و زیبا و فضای باز و آرامش بخش مکان بسیار خوبی برای تفریح و اتراق چند روزه است، اين منطقه در گويش محلي به زُروونا (ZORUNA) معروف است 

تپه ها و طبیعت زیبای صالح شهر
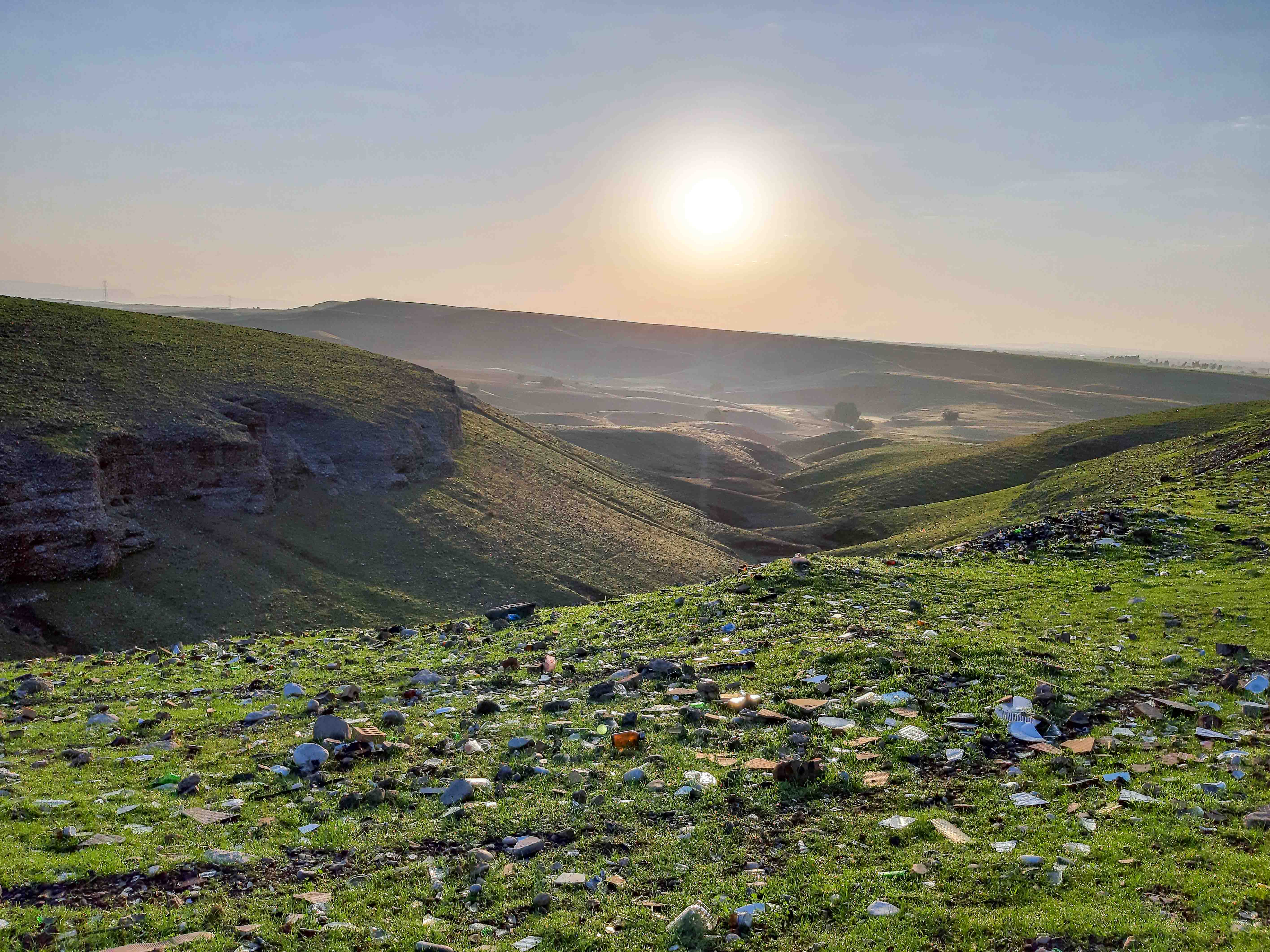
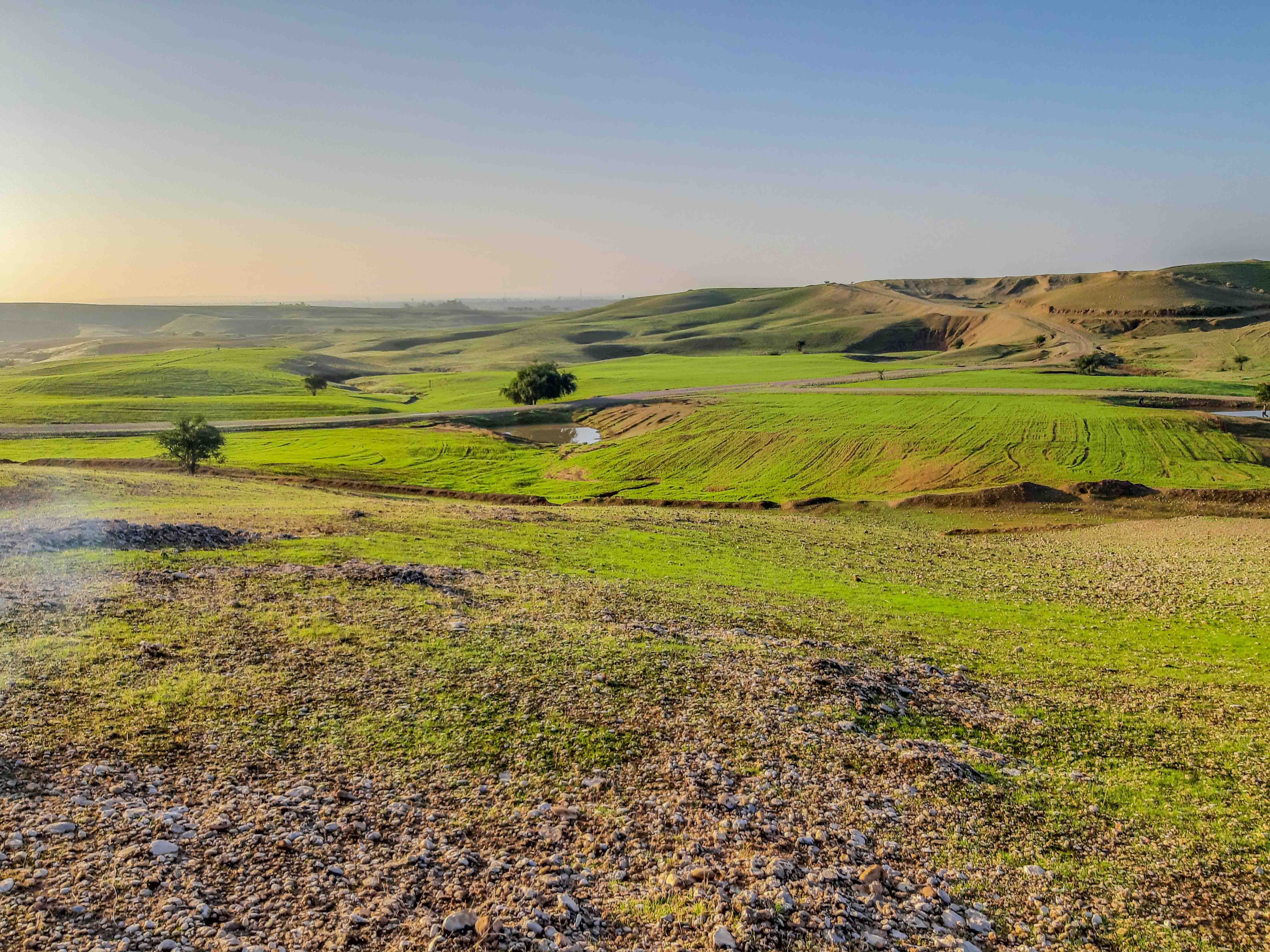
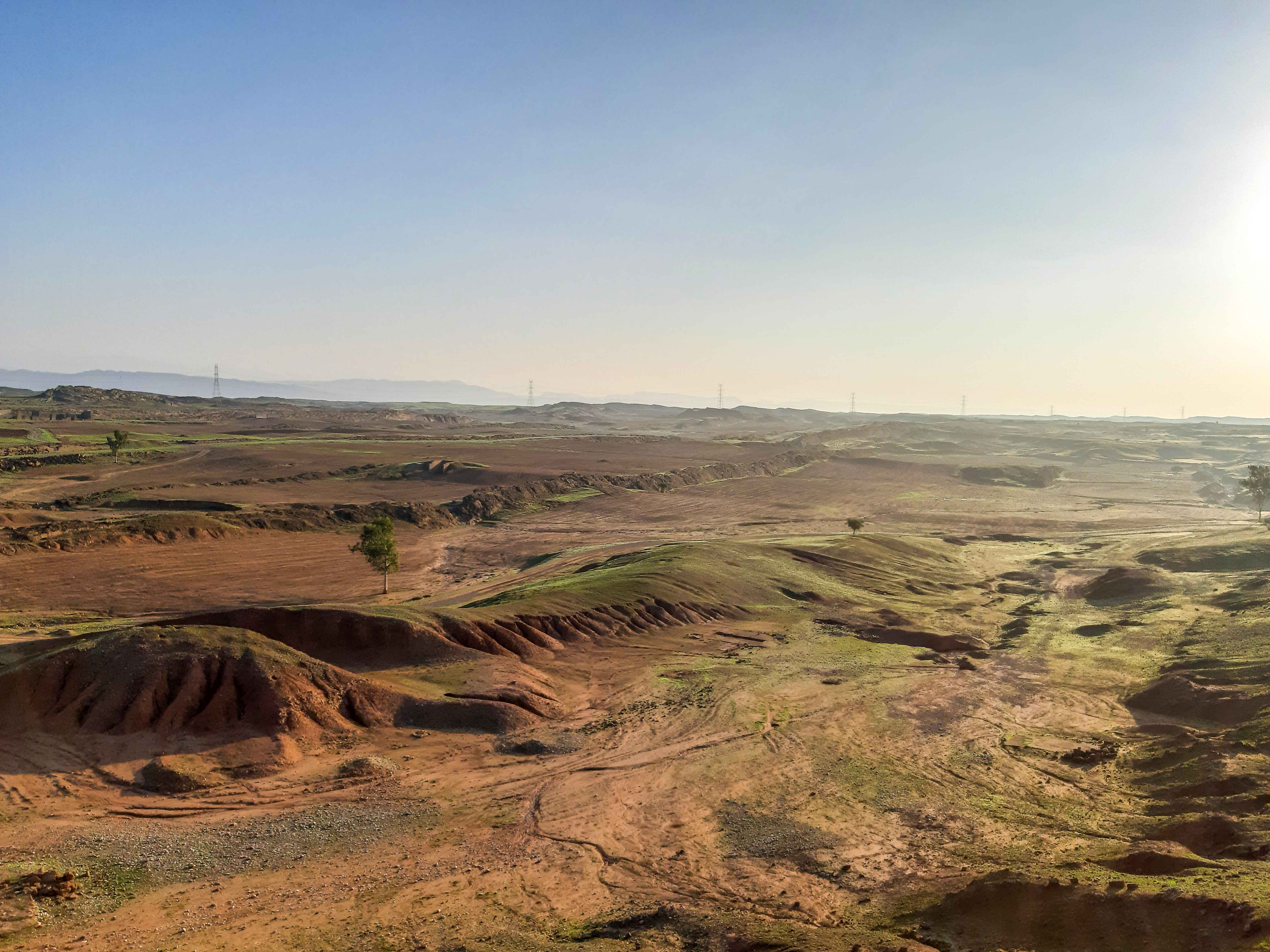